# Palazzo Potocki
Il Palazzo Potocki a Leopoli (in ucraino палац Потоцьких?, palac Potockych, in polacco pałac Potockich) fu costruito nel 1880 come residenza di Alfred Józef Potocki. Non si badò a spese per renderlo la residenza del più grande della città.
All'inizio del XX secolo, il parco ha lasciato il posto a una rete di condomini. Fu confiscato dalla Repubblica socialista sovietica ucraina nel 1940. Il palazzo stesso fu adattato per tenere cerimonie nuziali nel 1972 e successivamente subì un restauro.
Negli anni 2000, il presidente dell'Ucraina si è appropriato del palazzo come una delle sue residenze. Alcuni dei suoi motivi architettonici sono stati presi in prestito dalla sala espositiva della porta accanto (inaugurata nel 1996).
Le partite del Women's World Chess Championship 2016 sono state disputate nel palazzo.

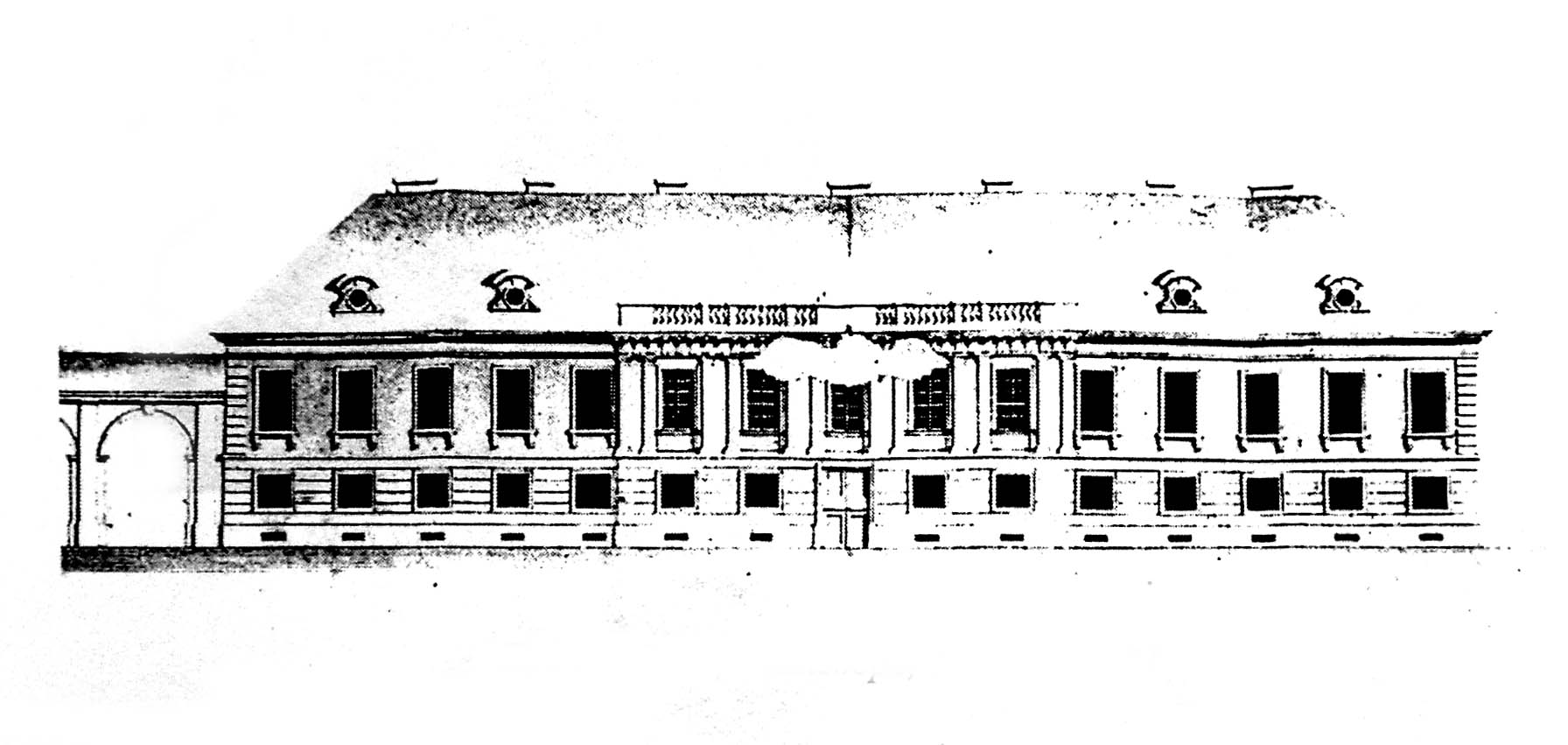
Primo progetto del 1822 dell'architetto Ignatius Hambres.

## Storia
La famiglia Potocki, dopo aver venduto il suo palazzo nella piazza Galitskaya (ora nota come il palazzo Bessyatsky), nel 1822 acquistò immobili in via Shiroky (ora Copernico).
Il primo palazzo fu costruito nello stile classicismo, progettato dall'architetto Ignatius Hambrez. Era un rettangolo a due piani con un tetto alto. La facciata è simmetrica con una risalita centrale, coronata da un attico con balaustra. Il primo livello della facciata era in stile rustico, il secondo livello era decorato con sei paia di lesene ioniche. Il palazzo fu smantellato nel 1860-1861. Tuttavia, la costruzione della nuova residenza fu rimandata di tre decenni. La costruzione iniziò solo nel 1880.
Il nuovo palazzo fu costruito in stile barocco. Il progetto è stato modificato dagli architetti di Leopoli Julian Cybulski e Ludwik Baldwin-Ramult. Nel 1892 il progetto fu esposto in una mostra di edifici a Leopoli.
Dal gennaio fino al marzo 1919 il palazzo fu la residenza della missione di Bartolomeo.
Il 22 novembre 1919, il pilota americano Edward Graves entrò nel palazzo come parte di uno spettacolo aereo sul centro di Leopoli nel I° anniversario della liberazione della città dagli ucraini. L'incidente aereo e l'esplosione dei suoi carri armati hanno causato un incendio ai piani superiori e al tetto del palazzo. La riparazione e il restauro dell'edificio durarono fino al 1931.
Dal 1945 al 1972 il palazzo fu utilizzato dall'Istituto di geologia e geochimica dei minerali combustibili dell'Accademia delle scienze dell'URSS.
Il palazzo fu restaurato di nuovo tra il 1973 e il 1974.
Nel 1996, il Palazzo delle Arti di Leopoli fu eretto vicino all'edificio. Negli anni 2000, il Palazzo Potocki è stato consegnato alla galleria d'arte di Leopoli.
Nel febbraio 2015, nel palazzo, è stata aperta una cappella.

## Palazzo
L'edificio è realizzato in stile Neoclassico, in mattoni, intonacato, a forma di H, con una zona centrale e due ali laterali. È alto tre piani con un attico. Le facciate sono decorate con cornici per finestre e bugnati figurati, balconi modellati e balaustre. L'ingresso principale è decorato con un portico ad arco con stucchi e colonne ioniche. La decorazione a stucco realizzata da Pëtr Garasimovič e probabilmente Leonard Marconi.
Al piano terra ci sono sale anteriori per l'accoglienza degli ospiti, con decorazione che includono stucchi, dorature, marmo colorato, legno pregiato e pittura. Dalla strada sul cortile, c'è la grande porta monumentale con due ali. Sul lato sud-ovest vicino al palazzo, le scuderie sono state costruite con mattoni rossi inediti, consentendo l'accesso alla strada. La superficie totale del palazzo è di 3.100 m².
Alla fine dei secoli XIX e XX intorno al Palazzo Potocki furono costruiti numerosi edifici a più piani. Alla fine degli anni '80, nel parco del palazzo, è stata posta una mina per la posa di tunnel sotterranei per i tram, e costruito un'annessa, che ora ospita il Museo dell'antica arte del libro ucraino.

## Galleria d'immagini

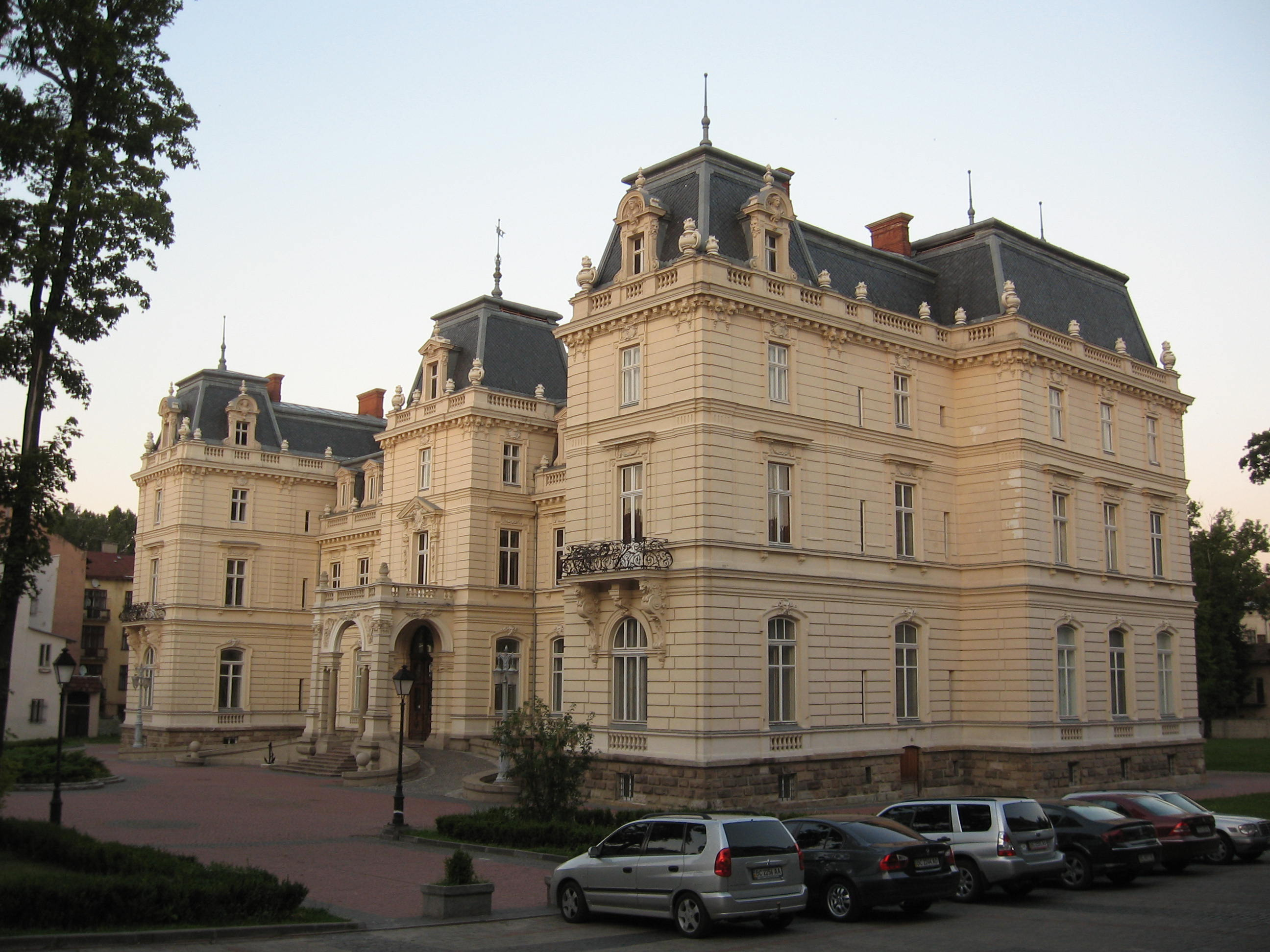
Vista laterale del palazzo
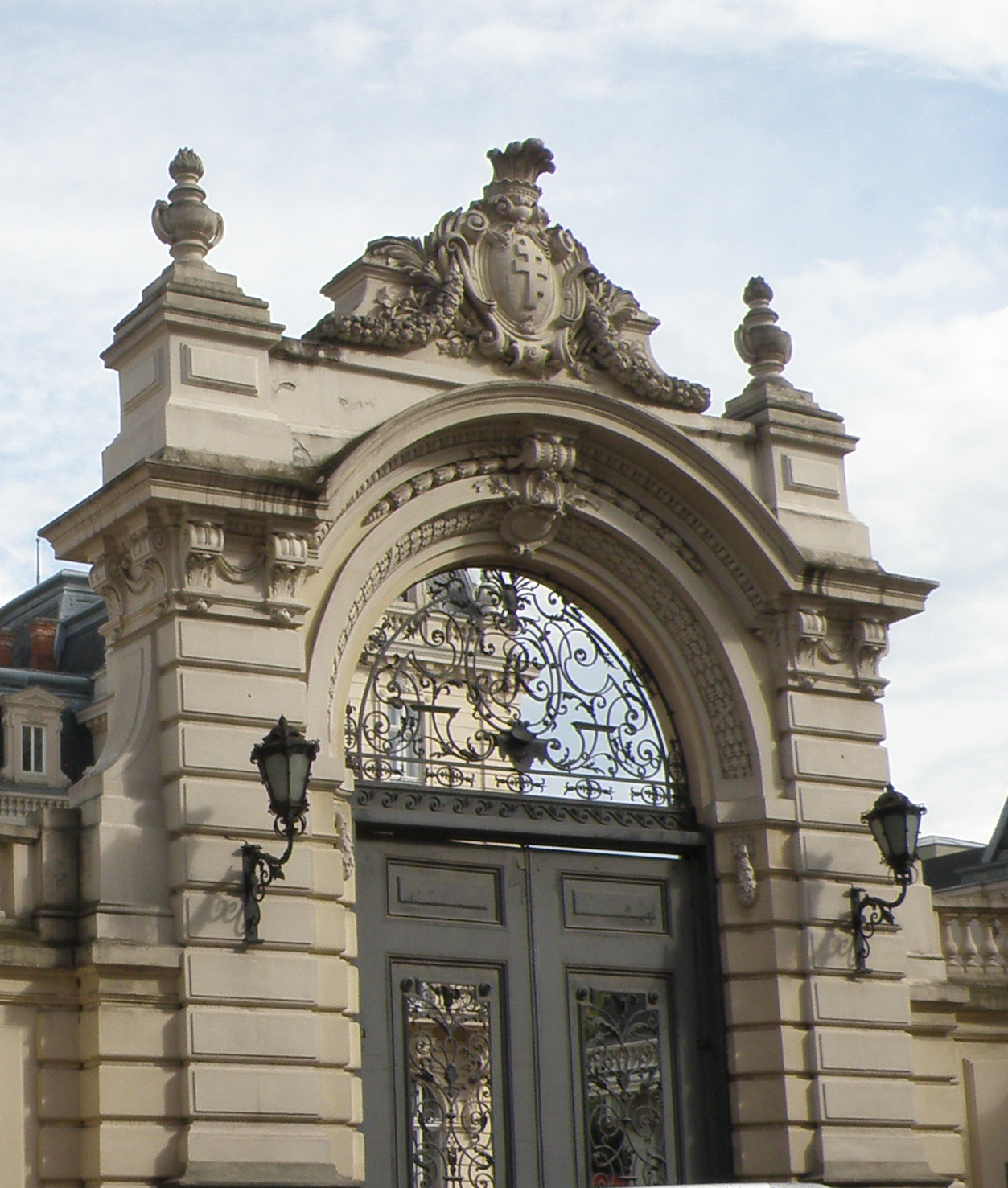
Ingresso principale
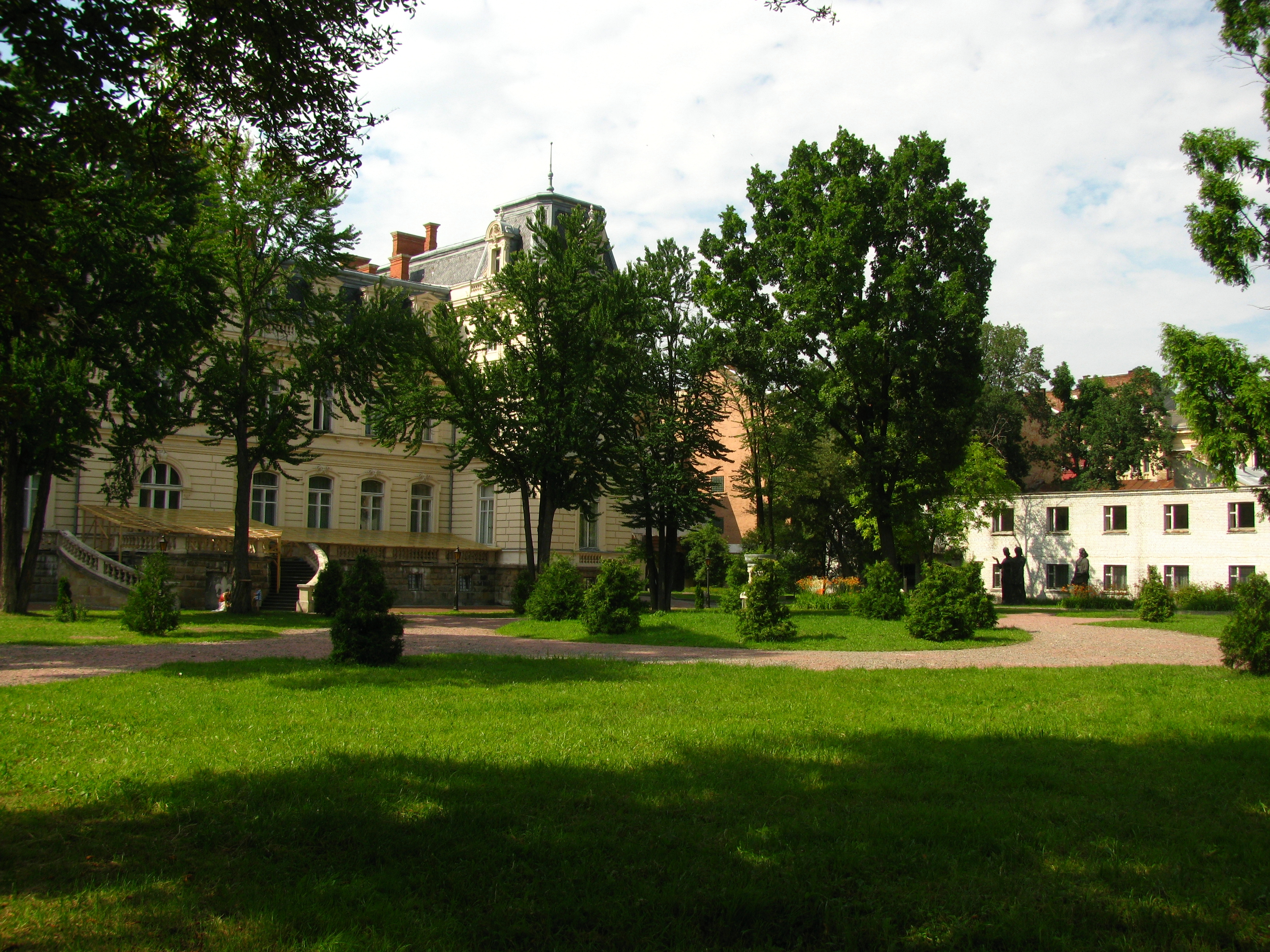
Cortile situato sul retro del palazzo